# Lista över fornlämningar i Falköpings kommun (Solberga)
Lista över fornlämningar i Falköpings kommun (Solberga) är en förteckning av ett urval av de fornlämningar som finns i Solberga i Falköpings kommun.
| Namn                         | Lämningstyp                 | Tillkomsttid | Historisk indelning     | Plats | Läge                 | ID-nr          | Bild                                 |
| ---------------------------- | --------------------------- | ------------ | ----------------------- | ----- | -------------------- | -------------- | ------------------------------------ |
| Solberga 2:1                 | Stensättning                |              | Solberga, Västergötland |       | 57.991199, 13.603277 | 10177600020001 | Ladda upp en bild av detta fornminne |
| Solberga 2:2                 | Stensättning                |              | Solberga, Västergötland |       | 57.991383, 13.602589 | 10177600020002 | Ladda upp en bild av detta fornminne |
| Solberga 3:1                 | Gravfält                    |              | Solberga, Västergötland |       | 57.990519, 13.602807 | 10177600030001 | Ladda upp en bild av detta fornminne |
| Solberga 3:2                 | Stensättning                |              | Solberga, Västergötland |       | 57.990635, 13.601871 | 10177600030002 | Ladda upp en bild av detta fornminne |
| Solberga 4:1                 | Stensättning                |              | Solberga, Västergötland |       | 57.990353, 13.600136 | 10177600040001 | Ladda upp en bild av detta fornminne |
| Solberga 5:1                 | Stensättning                |              | Solberga, Västergötland |       | 57.989246, 13.604788 | 10177600050001 | Ladda upp en bild av detta fornminne |
| Solberga 5:2                 | Stensättning                |              | Solberga, Västergötland |       | 57.989088, 13.604615 | 10177600050002 | Ladda upp en bild av detta fornminne |
| Solberga 6:1                 | Stensättning                |              | Solberga, Västergötland |       | 57.986226, 13.606226 | 10177600060001 | Ladda upp en bild av detta fornminne |
| Solberga 7:1                 | Stensättning                |              | Solberga, Västergötland |       | 57.985405, 13.604719 | 10177600070001 | Ladda upp en bild av detta fornminne |
| Solberga 8:1                 | Stensättning                |              | Solberga, Västergötland |       | 57.984194, 13.604114 | 10177600080001 | Ladda upp en bild av detta fornminne |
| Solberga 8:2                 | Röse                        |              | Solberga, Västergötland |       | 57.984102, 13.604583 | 10177600080002 | Ladda upp en bild av detta fornminne |
| Solberga 9:1                 | Röse                        |              | Solberga, Västergötland |       | 57.983048, 13.604512 | 10177600090001 | Ladda upp en bild av detta fornminne |
| Solberga 10:1                | Stensättning                |              | Solberga, Västergötland |       | 57.980823, 13.601135 | 10177600100001 | Ladda upp en bild av detta fornminne |
| Solberga 11:1                | Stensättning                |              | Solberga, Västergötland |       | 57.983767, 13.600827 | 10177600110001 | Ladda upp en bild av detta fornminne |
| Solberga 11:2                | Stensättning                |              | Solberga, Västergötland |       | 57.983821, 13.600603 | 10177600110002 | Ladda upp en bild av detta fornminne |
| Solberga 11:3                | Stensättning                |              | Solberga, Västergötland |       | 57.983999, 13.600514 | 10177600110003 | Ladda upp en bild av detta fornminne |
| Solberga 11:4                | Stensättning                |              | Solberga, Västergötland |       | 57.984238, 13.600406 | 10177600110004 | Ladda upp en bild av detta fornminne |
| Solberga 12:1                | Stensättning                |              | Solberga, Västergötland |       | 57.984813, 13.601977 | 10177600120001 | Ladda upp en bild av detta fornminne |
| Predikstolen (Solberga 13:1) | Hällristning                |              | Solberga, Västergötland |       | 57.985533, 13.606239 | 10177600130001 | Ladda upp en bild av detta fornminne |
| Solberga 14:1                | Stensättning                |              | Solberga, Västergötland |       | 57.987714, 13.602618 | 10177600140001 | Ladda upp en bild av detta fornminne |
| Solberga 14:2                | Grav markerad av sten/block |              | Solberga, Västergötland |       | 57.987674, 13.602391 | 10177600140002 | Ladda upp en bild av detta fornminne |
| Solberga 15:1                | Stensättning                |              | Solberga, Västergötland |       | 57.986421, 13.602282 | 10177600150001 | Ladda upp en bild av detta fornminne |
| Solberga 15:2                | Stensättning                |              | Solberga, Västergötland |       | 57.986544, 13.601753 | 10177600150002 | Ladda upp en bild av detta fornminne |
| Solberga 16:1                | Stensättning                |              | Solberga, Västergötland |       | 57.977191, 13.586369 | 10177600160001 | Ladda upp en bild av detta fornminne |
| Solberga 17:1                | Stensättning                |              | Solberga, Västergötland |       | 57.969356, 13.596969 | 10177600170001 | Ladda upp en bild av detta fornminne |
| Solberga 18:1                | Stensättning                |              | Solberga, Västergötland |       | 57.970280, 13.603114 | 10177600180001 | Ladda upp en bild av detta fornminne |
| Solberga 18:2                | Stensättning                |              | Solberga, Västergötland |       | 57.970159, 13.603428 | 10177600180002 | Ladda upp en bild av detta fornminne |
| Solberga 18:3                | Grav markerad av sten/block |              | Solberga, Västergötland |       | 57.970169, 13.603039 | 10177600180003 | Ladda upp en bild av detta fornminne |
| Solberga 19:1                | Stensättning                |              | Solberga, Västergötland |       | 57.980663, 13.608142 | 10177600190001 | Ladda upp en bild av detta fornminne |
| Solberga 19:2                | Stensättning                |              | Solberga, Västergötland |       | 57.980686, 13.607593 | 10177600190002 | Ladda upp en bild av detta fornminne |
| Solberga 20:1                | Stensättning                |              | Solberga, Västergötland |       | 57.980056, 13.606783 | 10177600200001 | Ladda upp en bild av detta fornminne |
| Solberga 21:1                | Stensättning                |              | Solberga, Västergötland |       | 57.980763, 13.609715 | 10177600210001 | Ladda upp en bild av detta fornminne |
| Solberga 22:1                | Grav markerad av sten/block |              | Solberga, Västergötland |       | 57.986044, 13.608453 | 10177600220001 | Ladda upp en bild av detta fornminne |
| Solberga 25:1                | Stensättning                |              | Solberga, Västergötland |       | 57.974499, 13.608966 | 10177600250001 | Ladda upp en bild av detta fornminne |
| Solberga 25:2                | Stensättning                |              | Solberga, Västergötland |       | 57.974552, 13.608756 | 10177600250002 | Ladda upp en bild av detta fornminne |
| Solberga 26:1                | Stensättning                |              | Solberga, Västergötland |       | 57.985349, 13.595572 | 10177600260001 | Ladda upp en bild av detta fornminne |
| Solberga 34:1                | Röse                        |              | Solberga, Västergötland |       | 57.956420, 13.625529 | 10177600340001 | Ladda upp en bild av detta fornminne |
| Solberga 35:1                | Gravfält                    |              | Solberga, Västergötland |       | 57.958826, 13.628707 | 10177600350001 | Ladda upp en bild av detta fornminne |
| Solberga 38:1                | Röse                        |              | Solberga, Västergötland |       | 57.970092, 13.592875 | 10177600380001 | Ladda upp en bild av detta fornminne |
| Solberga 40:1                | Röse                        |              | Solberga, Västergötland |       | 57.982620, 13.600460 | 10177600400001 | Ladda upp en bild av detta fornminne |
| Solberga 41:1                | Stensättning                |              | Solberga, Västergötland |       | 57.959490, 13.620572 | 10177600410001 | Ladda upp en bild av detta fornminne |
| Solberga 42:1                | Stensättning                |              | Solberga, Västergötland |       | 57.968877, 13.603157 | 10177600420001 | Ladda upp en bild av detta fornminne |
| Solberga 42:2                | Stensättning                |              | Solberga, Västergötland |       | 57.968778, 13.603250 | 10177600420002 | Ladda upp en bild av detta fornminne |
| Solberga 44:1                | Stensättning                |              | Solberga, Västergötland |       | 57.990769, 13.608789 | 10177600440001 | Ladda upp en bild av detta fornminne |
| Solberga 61:1                | Stensättning                |              | Solberga, Västergötland |       | 57.984470, 13.594705 | 10177600610001 | Ladda upp en bild av detta fornminne |
| Solberga 62:1                | Stensättning                |              | Solberga, Västergötland |       | 57.989720, 13.599969 | 10177600620001 | Ladda upp en bild av detta fornminne |